# Excoecaria bussei
Excoecaria bussei är en törelväxtart som först beskrevs av Ferdinand Albin Pax, och fick sitt nu gällande namn av Ferdinand Albin Pax. Excoecaria bussei ingår i släktet Excoecaria och familjen törelväxter. Inga underarter finns listade i Catalogue of Life.